# Мост Скальци
Мост Скальци (итал. Ponte degli Scalzi) — мост в Венеции через Гранд-канал. Соединяет районы Санта-Кроче и Каннареджо.
Перевод названия моста — «Мост босоногих». Название появилось из-за одноимённой церкви босоногих монахов-кармелитов, находящейся рядом. Строительство современного моста было завершено в 1934 году.